# لو پتی ونتیم

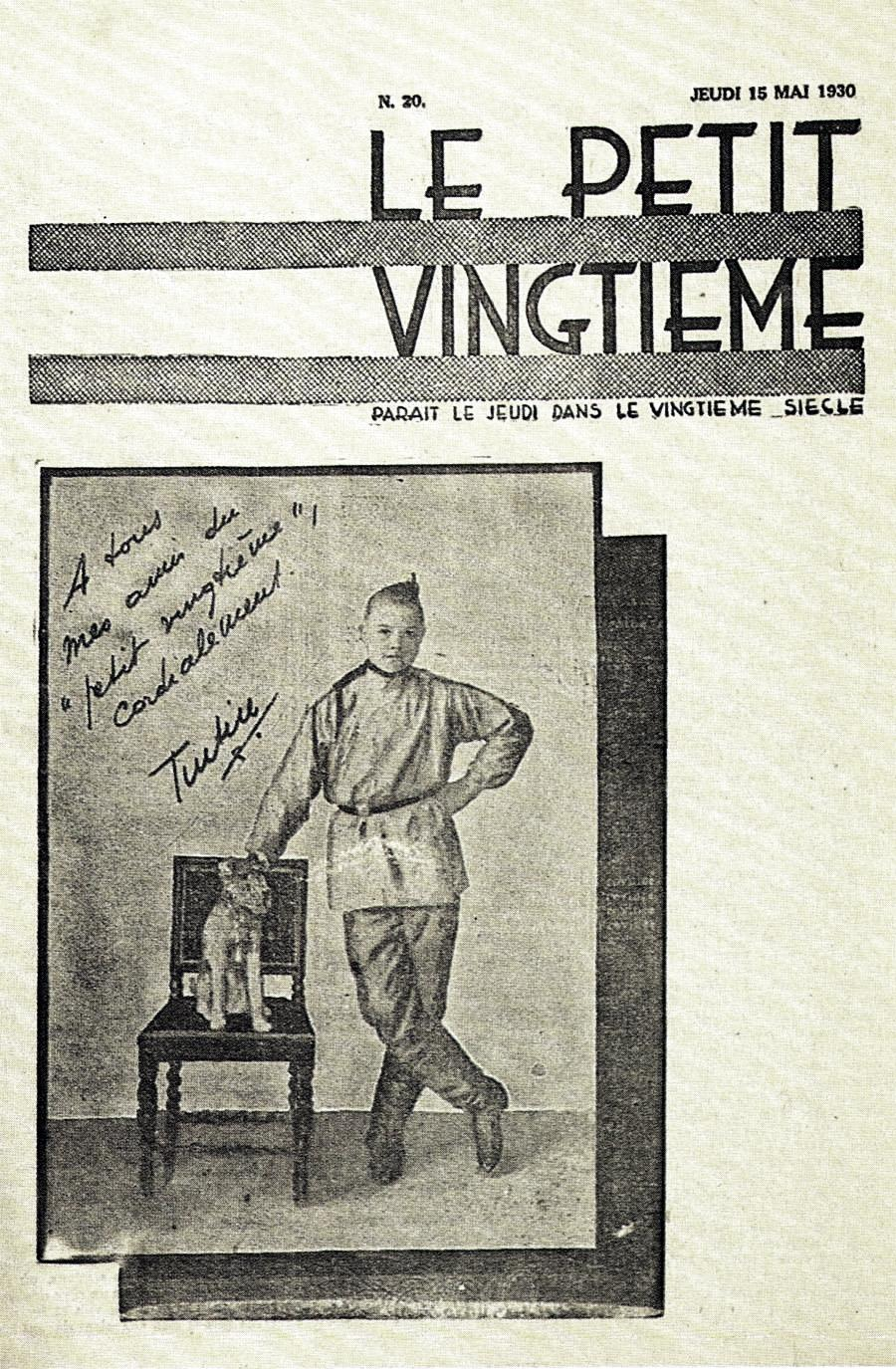
لو پتی ونتیم

لو پتی ونتیم (به فرانسوی: Le Petit Vingtième) ضمیمه هفتگی جوانان روزنامه بلژیکی لو ونتیم سیکل بود که از ۱۹۲۸ تا ۱۹۴۰ منتشر می‌شد. ماجراهای تن‌تن و میلو نخستین بار در این نشریه منتشر شد. 
هرژه ابتدا به عنوان کارمند دفتری و بعد از پایان خدمت وظیفه به عنوان تصویرگر در لو ونتیم سیکل مشغول به کار بود. زمانی که تصمیم به انتشار ضمیمه هفتگی جوانان گرفته شد، هرژه به عنوان سردبیر این ضمیمه انتخاب شد. انتشار نخستین ماجرای تن‌تن به نام تن‌تن در سرزمین شوراها، از یازدهمین شماره لو پتی ونتیم در ۱۰ ژانویه ۱۹۲۹ آغاز شد. در هر شماره لو پتی ونتیم، دو صفحه از ماجراهای تن‌تن منتشر می‌شد.
انتشار لو پتی ونتیم تا زمان اشغال بلژیک توسط آلمان نازی در ماه مه ۱۹۴۰ ادامه داشت.